# Gruta do Lagido do Meio
A Gruta do Lajido do Meio é uma gruta portuguesa localizada na freguesia de Santa Luzia, concelho da São Roque do Pico, ilha do Pico, arquipélago dos Açores.
Esta cavidade apresenta uma geomorfologia de origem vulcânica em forma de tubo de lava, localizado em campo de lava. Esta estrutura geológica apresenta um comprimento de 62 m, por uma altura máxima de 1 m e uma largura também máxima de  1,25 m.